# أثاوزند سنز
أثاوزند سنز (بالإنجليزية: A Thousand Suns)‏ هو رابع ألبومات الستوديو المصْدرة من قبل فرقة الروك الأمريكية لينكين بارك. المكان الذي أقيمت فيه جلسات التسجيل هو استوديوهات إن آر جي للتسجيلات. استخدمت في الألبوم أنواع موسيقية عديدة، تتناسب مع مخاوف الإنسان مثل خوفه من الحروب النووية. والأغنية الرئيسية للألبوم هي «ذا كاتاليست (The Catalyst)». أشار بعض النقاد إلى أن الألبوم احتوى أنماطًا عديدة: الروك البديل،  وإندستريال روك، وإكسبيريمنتال روك، وراب روك، ، وبروغريسيف روك.
غنّى مايك شينودا في كل من «ون ذي كم فور مي (When They Come for Me)»، و«ريتشيز آند كينغز (Wretches and Kings)»، والأغنية المنفردة الثانية في الألبوم وهي «ويتينغ فور ذا إند (Waiting for the End)». أشار ديريك أوزوالد من موقع ألتواير دوت نت (AltWire.net) إلى وجود ما تأثيرات تشبه نوع الريغي في أبيات مايك شينودا في أغنية «ويتينغ فور ذا إند».

## قائمة أغاني الألبوم
هذه قائمة بأغاني الألبوم الخمسة عشر:
| #   | عنوان                                                 | المدة |
| --- | ----------------------------------------------------- | ----- |
| 1.  | "ذا ريكويم (The Requiem)"                             | 2:01  |
| 2.  | "ذا راديانس (The Radiance)"                           | 0:57  |
| 3.  | "بيرنينغ إن ذا سكايز (Burning in the Skies)"          | 4:13  |
| 4.  | "إمبتي سبيسيز (Empty Spaces)"                         | 0:18  |
| 5.  | "ون ذي كم فور مي (When They Come for Me)"             | 4:55  |
| 6.  | "روبوت بوي (Robot Boy)"                               | 4:28  |
| 7.  | "خورنادا ديل مويرتو (بالإسبانية: Jornada del Muerto)‏" | 1:34  |
| 8.  | "ويتينغ فور ذا إند (Waiting for the End)"             | 3:51  |
| 9.  | "بلاك آوت (Blackout)"                                 | 4:39  |
| 10. | "ريتشيز آند كينغز (Wretches and Kings)"               | 4:15  |
| 11. | "ويزدم، جستيس، آند لف (Wisdom, Justice, and Love)"    | 1:38  |
| 12. | "آيريديسنت (Iridescent)"                              | 4:56  |
| 13. | "فول آوت (Fallout)"                                   | 1:23  |
| 14. | "ذا كاتاليست (The Catalyst)"                          | 5:39  |
| 15. | "ذا مسينجر (The Messenger)"                           | 3:01  |

## روابط خارجية
- أثاوزند سنز على موقع ميتاكريتيك (الإنجليزية)
- أثاوزند سنز على موقع أول موفي (الإنجليزية)